# 朝のワイドショー ○○と90分
『朝のワイドショー ○○と90分』（あさのワイドショー まるまるときゅうじゅっぷん）は、1970年3月30日から同年10月2日まで日本テレビ系列局で放送された日本テレビ製作のワイドショーである。タイトルの「○○」の箇所には、当日の司会者の名前が入っていた。放送時間は平日9:30 - 11:00 (JST) 。

## 概要
1969年10月に『奥さまハプニングサロン』で朝のワイドショー戦線に参入した日本テレビだが、半年で終了。今度は5組の芸能人が日替わりで司会を担当する形式へと変わった。

## 司会
- 藤岡琢也（月曜日）
- 牟田悌三（火曜日）
- 初代林家三平（水曜日）
- 京唄子・鳳啓助（木曜日）
- フランク永井→児玉清（1970年7月〜最終回）（金曜日）